# 喜盐鸢尾
喜盐鸢尾（学名：Iris halophila）是鸢尾科鸢尾属的植物。分布于俄罗斯以及中国大陆的新疆、甘肃等地，生长于海拔500米至2,000米的地区，常生长在草甸草原、砾质坡地、山坡荒地和潮湿的盐碱地上，目前尚未由人工引种栽培。

## 别名
厚叶马蔺（新疆）

## 异名
- Iris halophila Pall. var. sogdiana (Bunge) Grub.
- Iris sogdiana Bunge